# 웨이크원의 음반
이 문서는 웨이크원에서 발매한 음반 목록이다.

## 2010년대
- 2014년 3월 21일 홍대광 - THE SILVER LINING
- 2014년 8월 7일 박보람 - [Digital Single] 예뻐졌다
- 2014년 8월 20일 홍대광 - 괜찮아 사랑이야 OST Part.5[1]
- 2015년 1월 21일 다비치 - DAVICHI HUG
- 2015년 1월 22일 박보람 - 하이드 지킬,나 OST Part.1
- 2015년 2월 25일 김필 - [Digital Single]  뭐라고[2]
- 2015년 3월 18일 다비치 - [Digital Single] 두사랑
- 2015년 4월 23일 박보람 - CELEPRETTY
- 2015년 5월 15일 박보람 - [Digital Single] 슈퍼바디 (Super Body)
- 2015년 5월 21일 박보람 - [Digital Single] 예쁜사람[3]
- 2015년 6월 18일 홍대광 - 너랑
- 2015년 7월 6일 이해리 - [Digital Single] EASTIST[4]
- 2015년 7월 14일 박보람 - 썸남썸녀 OST Part.3[5]
- 2015년 7월 21일 홍대광 - 너를 기억해 OST Part.3
- 2015년 10월 8일 박보람 - [Digital Single] 미안해요
- 2015년 11월 4일 다비치 - [Digital Single] 이 순간
- 2015년 11월 28일 박보람 - 응답하라 1988 OST Part.4
- 2015년 12월 4일 로이킴 - 북두칠성
- 2015년 12월 12일 와블 - 응답하라 1988 OST Part.6
- 2015년 12월 23일 로이킴 - [Digital Single] 투유 프로젝트 - 슈가맨 Part.10
- 2016년 1월 28일 홍대광 - 한번 더 해피엔딩 OST Part.3
- 2016년 2월 18일 와블 - [Digital Single] 연애하고 싶다
- 2016년 4월 13일 박보람 - [Digital Single] 투유 프로젝트 - 슈가맨 Part.26
- 2016년 4월 21일 박보람 - [Digital Single] Dynamic Love
- 2016년 4월 26일 홍대광 - [Digital Single] 홍대에 가면
- 2016년 5월 7일 홍대광 - [Digital Single] 노래의 탄생 Part.2[6]
- 2016년 5월 21일 홍대광 - [Digital Single] 노래의 탄생 Part.4[7]
- 2016년 5월 23일 손호영 - May,I
- 2016년 5월 24일 로이킴 - 또 오해영 OST Part.4
- 2016년 6월 13일 와블 - [Digital Single] 바람 그리고 (꽃잎 이야기)
- 2016년 6월 30일 로이킴 - [Digital Single] Cloudy Day (天黑黑)
- 2016년 8월 4일 박보람 - W OST Part.2
- 2016년 8월 27일 홍대광 - 끝에서 두번째 사랑 OST Part.5
- 2016년 10월 26일 손호영 - [Digital Single] 너 같은 사람 없어
- 2016년 10월 27일 박보람 - 노래의 탄생 TRACK 4[8]
- 2016년 11월 8일 김필 - [Digital Single] 괴수
- 2016년 11월 22일 홍대광 - [Digital Single] 힙알못 프로젝트[9]
- 2016년 12월 6일 김필 - From Feel
- 2017년 1월 14일 로이킴 - 도깨비 OST Part.12[10]
- 2017년 1월 17일 홍대광 - 내성적인 보스 OST Part.1
- 2017년 2월 14일 박보람 - 내성적인 보스 OST Part.4
- 2017년 2월 25일 김필 - 내일 그대와 OST Part.2
- 2017년 3월 9일 강다니엘, 김재한, 윤지성, 주진우, 최태웅 - [Digital Single] 나야 나 (PICK ME)[11]
- 2017년 4월 5일 홍대광 - And You?
- 2017년 4월 19일 이해리 - h
- 2017년 4월 28일 박보람 - 맨투맨 OST Part.2[12]
- 2017년 5월 6일 강다니엘,김재한,윤지성,주진우,최태웅 - [Digital Single] 나야 나 (PICK ME) (Piano Ver.)[13]
- 2017년 5월 16일 로이킴 - 開花期 (개화기)
- 2017년 6월 7일 박보람 - [Digital Single] Story About:썸,한달 Episode 2[14]
- 2017년 6월 14일 박보람 - [Digital Single] Story About:썸,한달 Episode 3[15]
- 2017년 6월 21일 박보람 - [Digital Single] Story About:썸,한달 Episode 4[16]
- 2017년 6월 28일 박보람,로이킴 - [Digital Single] Story About:썸,한달 Episode 5[17]
- 2017년 7월 3일 로이킴 - [Digital Single] 開花期 (개화기) International Edition
- 2017년 7월 13일 박보람 - Orange Moon
- 2017년 7월 18일 로이킴 - 왕은 사랑한다 OST Part.1
- 2017년 8월 27일 로이킴 - [Digital Single] 판타스틱 듀오 2 Part.13[18]
- 2017년 10월 5일 로이킴 - 당신이 잠든 사이에 OST Part.3
- 2017년 10월 26일 IN2IT - Carpe Diem
- 2017년 12월 1일 박보람 - 슬기로운 감빵생활 OST Part.3
- 2018년 2월 12일 로이킴 - [Digital Single] 그때 헤어지면 돼
- 2018년 2월 13일 박보람 - [Digital Single] 애쓰지 마요
- 2018년 4월 6일 박보람 - [Digital Single] 말려줘
- 2018년 4월 13일 박보람 - [Digital Single] #결별[19]
- 2018년 4월 18일 훈스 - 90 BPM
- 2018년 4월 19일 IN2IT - [Digital Single] SnapShot
- 2018년 5월 10일 원서연 - [Digital Single] 내꺼야 (Pick Me)[20]
- 2018년 5월 16일 로이킴 - ROY KIM BEST
- 2018년 5월 29일 박보람 - 멈추고 싶은 순간:어바웃타임 OST Part.2
- 2018년 6월 21일 로이킴 - 로이킴 라이브 in 비긴어게인2
- 2018년 7월 4일 박보람 - [Digital Single] 괜찮을까
- 2018년 7월 26일 IN2IT - [Digital Single] Into The Night Fever
- 2019년 8월 1일 이해리 - Talesweaver Episode 4 [Variation] Part.1[21]
- 2018년 8월 10일 훈스 - [Digital Single] 단짠단짠
- 2018년 9월 14일 박보람 - [Digital Single] 한 잔만 더 하면
- 2018년 11월 20일 박보람 - [Digital Single] 나를 사랑하지 않는 나에게
- 2019년 2월 11일 훈스 - [Digital Single] 이 별은 지나가던 중입니다
- 2019년 3월 7일 김필 - [Digital Single] 목소리
- 2019년 3월 9일 손호영 - 로맨스는 별책부록 OST Part.6
- 2019년 3월 21일 성현 - [Digital Single] _지마 (X1-MA)[22]
- 2019년 4월 12일 훈스 - [Digital Single] 알게 모르게
- 2019년 4월 25일 IN2IT - 그녀의 사생활 OST Part.3
- 2019년 5월 2일 이해리 - 그녀의 사생활 OST Part.4
- 2019년 5월 21일 김필 - 어비스 OST Part.2
- 2019년 7월 27일 김필 - [Digital Single] JTBC 비긴어게인3 Episode 2[23]
- 2019년 8월 7일 IN2IT - Run Away
- 2019년 8월 10일 김필 - [Digital Single] JTBC 비긴어게인3 Episode 4[24]
- 2019년 8월 17일 김필 - [Digital Single] JTBC 비긴어게인3 Episode 5[25]
- 2019년 8월 22일 김필 - 2019 월간 윤종신 8월호[26]
- 2019년 9월 7일 하현상 - 멜로가 체질 OST Part.5
- 2019년 9월 23일 이해리 - [Digital Single] 나만 아픈 일
- 2019년 10월 10일 김필 - [Digital Single] 사랑 둘
- 2019년 10월 21일 김필 - [Digital Single] JTBC 비긴어게인3 Episode 12[27]
- 2019년 10월 26일 김필 - [Digital Single] JTBC 비긴어게인3 Episode 14[28]
- 2019년 11월 3일 하현상 - [Digital Single] US
- 2019년 11월 7일 김필 - 동백꽃 필 무렵 OST Part.8
- 2019년 11월 14일 IN2IT - [Digital Single] Puzzle
- 2019년 12월 13일 김필 - Yours, Sincerely
- 2019년 12월 26일 훈스 - [Digital Single] 잠이 오지 않는 너에게

## 2020년대
- 2020년 1월 29일 이해리 - from h
- 2020년 2월 1일 김필 - [Digital Single] 투유 프로젝트 - 슈가맨3 Part.8[29]
- 2020년 2월 15일 김필 - 이태원 클라쓰 OST Part.6
- 2020년 3월 31일 하현상 - 반의반 OST Part.1
- 2020년 6월 8일 하현상 - The Edge
- 2020년 11월 10일 하현상 - [Digital Single] 3108
- 2021년 2월 1일 하현상 - 아름다웠던 우리에게 OST Part.3
- 2021년 4월 2일 하현상 - [Digital Single] 심야영화
- 2021년 4월 20일 하현상 - 나빌레라 OST Part.4
- 2021년 5월 20일 TO1 - Re:Born
- 2021년 5월 21일 하현상 - 영혼수선공 OST Part.2
- 2021년 6월 24일 조유리 - 월간집 OST Part.2
- 2021년 7월 19일 하현상 - 너는 나의 봄 OST Part.3
- 2021년 8월 28일 하현상 - [Digital Single] 불꽃놀이
- 2021년 9월 3일 이해리 - [Digital Single] 싸이월드 BGM 2021[30]
- 2021년 9월 23일 조유리 - [Digital Single] 가을 상자[31]
- 2021년 9월 29일 이해리 - [Digital Single] 사랑은 언제나 목마르다 (N번째 연애 X 이해리 (다비치))
- 2021년 10월 7일 조유리 - GLASSY
- 2021년 10월 7일 하현상 - 달리와 감자탕 OST Part.4
- 2021년 10월 18일 다비치 - [Digital Single] 나의 첫사랑
- 2021년 10월 28일 TO1 - [Digital Single] 1st Track of CJ LiveCity
- 2021년 11월 4일 TO1 - RE:ALIZE
- 2021년 11월 19일 다비치 - 지금, 헤어지는 중입니다 OST Part.3
- 2021년 11월 29일 하현상 - [Digital Single] 사랑했던 그 순간 (너의 재생목록 X 하현상)
- 2021년 12월 6일 다비치 - [Digital Single] 매일 크리스마스 (Everyday Christmas)
- 2021년 12월 21일 하현상 - Calibrate
- 2022년 1월 3일 Kep1er - FIRST IMPACT
- 2022년 2월 3일 송수우 - [Digital Single] Love Me or Hate Me
- 2022년 2월 8일 동건,재윤 - 고스트 닥터 OST Part.4
- 2022년 3월 2일 다비치 - [Digital Single] 새벽을 믿지 말자[32]
- 2022년 5월 7일 다비치 - 우리들의 블루스 OST Part.5
- 2022년 5월 16일 다비치 - Season Note
- 2022년 5월 27일 Kep1er - [Digital Single] THE GIRLS (Can’t turn me down)[33]
- 2022년 5월 30일 하현상 - [Digital Single] Living the moment of love
- 2022년 6월 2일 조유리 - Op.22 Y-Waltz : in Major
- 2022년 6월 20일 Kep1er - DOUBLAST
- 2022년 7월 28일 TO1 - WHY NOT??
- 2022년 8월 11일 조유리 - [Digital Single] 모를 수도 있지만
- 2022년 9월 7일 Kep1er - [Japan Digital Single] FLY-UP
- 2022년 9월 13일 조유리 - 법대로 사랑하라 OST Part.2
- 2022년 9월 23일 Kep1er - [Digital Single] Sugar Rush
- 2022년 9월 26일 강민경 - [Digital Single] 우린 그렇게 사랑해서[34]
- 2022년 10월 13일 Kep1er - TROUBLESHOOTER
- 2022년 10월 14일 로이킴 - [Digital Single] 그때로 돌아가
- 2022년 10월 24일 조유리 - Op.22 Y-Waltz : in Minor
- 2022년 10월 25일 로이킴 - 그리고
- 2022년 11월 23일 TO1 - UP2U
- 2022년 12월 9일 TO1 - 러브캐처 인 발리 OST Part.2
- 2022년 12월 19일 하현상 - [Digital Single] 겨울이 오면
- 2023년 1월 6일 조유리 - 술꾼도시여자들2 OST Part.5
- 2023년 3월 2일 로이킴 - 사랑이라 말해요 OST Part.2[35]
- 2023년 3월 9일 TO1 - [Digital Single] Hug
- 2023년 3월 28일 하현상 - [Digital Single] By My Side[36]
- 2023년 4월 19일 하현상 - 드림 OST
- 2023년 4월 27일 하현상 - Time And Trace
- 2023년 5월 16일 하현상 - 어쩌다 마주친, 그대 OST Part.3
- 2023년 5월 24일 조유리 - [Digital Single] Yellow Circle[37]
- 2023년 6월 19일 로이킴 - [Digital Single] WE GO HIGH
- 2023년 7월 2일 조유리 - 이번 생도 잘 부탁해 OST Part.3
- 2023년 7월 5일 조유리 - [Digital Single] 재해석 Vol.1
- 2023년 7월 6일 로이킴 - [Digital Single] 잘 지내자, 우리 (여름날 우리 X 로이킴)
- 2023년 7월 6일 Kep1er - [Digital Single] RESCUE TAYO
- 2023년 7월 10일 제로베이스원 - YOUTH IN THE SHADE
- 2023년 8월 9일 조유리 - LOVE ALL
- 2023년 8월 29일 조유리,성한빈 - 소용없어 거짓말 OST Part.5
- 2023년 9월 24일 하현상 - 힙하게 OST Part.7
- 2023년 9월 25일 Kep1er - Magic Hour
- 2023년 10월 15일 찬 - [Digital Single] OUTRO
- 2023년 10월 17일 하현상 - [Digital Single] 언제나 네가 어디에 있든
- 2023년 11월 6일 제로베이스원 - MELTING POINT
- 2023년 11월 11일 김재환 - [Digital Single] I Love You
- 2023년 11월 15일 다비치 - [Digital Single] 지극히 사적인 얘기
- 2023년 11월 22일 Kep1er - [Japan Digital Single] FLY-HIGH
- 2023년 12월 1일 로이킴 - 마이 데몬 OST Part.2
- 2024년 1월 3일 이해리 - [Digital Single] Evergreen (2024)[38]
- 2024년 1월 8일 하현상 - With All My Heart
- 2024년 1월 12일 강민경 - 마이 데몬 OST Part.8
- 2024년 1월 12일 로이킴 - 환승연애3 OST Part.2
- 2024년 1월 24일 김재환 - [Digital Single] Ponytail
- 2024년 2월 5일 김재환 - 환상연가 OST Part.5
- 2024년 2월 18일 로이킴 - 세작, 매혹된 자들 OST 제 4수
- 2024년 3월 1일 임슬옹 - 환승연애3 OST Part.7[39]
- 2024년 3월 4일 로이킴 - [Digital Single] 봄이 와도
- 2024년 3월 20일 제로베이스원 - [Japan Digital Single] ゆらゆら -運命の花-
- 2024년 3월 26일 다비치 - [Digital Single] 너의 편이 돼 줄게
- 2024년 4월 24일 제로베이스원 - [Digital Single] Sweat[40]
- 2024년 4월 27일 김태래 - 눈물의 여왕 OST Part.11
- 2024년 5월 8일 Kep1er - [Japan] Kep1going
- 2024년 5월 8일 김재환 - I Adore
- 2024년 5월 13일 제로베이스원 - You had me at HELLO
- 2024년 6월 3일 Kep1er - Kep1going On
- 2024년 7월 24일 조유리 - 여신강림 시즌 1 OST Part.1
- 2024년 8월 20일 로이킴 - [Digital Single] 도망가자
- 2024년 8월 26일 제로베이스원 - CINEMA PARADISE
- 2024년 8월 30일 제로베이스원 - [Japan Digital Single] GOOD SO BAD
- 2024년 8월 31일 하현상 - 새벽 2시의 신데렐라 OST Part.3
- 2024년 9월 8일 제로베이스원 - 엄마친구아들 OST Part.3
- 2024년 9월 10일 김재환 - 손해 보기 싫어서 OST Part.4
- 2024년 10월 11일 제로베이스원 - [Japan Digital Single] 포켓몬스터 Part.4
- 2024년 10월 16일 로이킴 - [Digital Single] 내게 사랑이 뭐냐고 물어본다면
- 2024년 10월 23일 하현상 - Elegy
- 2024년 10월 27일 조유리 - 정년이 OST Part 3 : 봄날은 간다
- 2024년 11월 1일 Kep1er - TIPI-TAP
- 2024년 11월 25일 izna - N/a
- 2024년 11월 26일 제로베이스원 - [Digital Single] 스테이지 파이터 Original Vol.6
- 2025년 1월 20일 제로베이스원 - [Digital Single] Doctor! Doctor![41]
- 2025년 1월 24일 박건욱,석매튜 - 스터디그룹 OST Part.1
- 2025년 1월 29일 제로베이스원 - [Japan] PREZENT
- 2025년 2월 17일 임슬옹 - [Digital Single] Be There[42]
- 2025년 2월 24일 제로베이스원 - BLUE PARADISE
- 2025년 3월 26일 하현상 - [Digital Single] Lost
- 2025년 3월 31일 izna - [Digital Single] SIGN
- 2025년 4월 2일 로이킴 - [Digital Single] 있는 모습 그대로
- 2025년 4월 10일 김태래 - 내가 죽기 일주일 전 OST Part.3
- 2025년 4월 15일 제로베이스원 - [Digital Single] Only One Story (Korean Ver.)
- 2025년 4월 23일 하현상 - [Digital Single] 고양이
- 2025년 5월 20일 이정현 - [Digital Single] Newbie[43]
- 2025년 5월 27일 성한빈,izna - 월드 오브 스트릿 우먼 파이터(WSWF) Original Vol.1 (OST)[44]
- 2025년 6월 8일 하현상 - [Digital Single] 화분
- 2025년 6월 9일 inza - [Digital Single] BEEP
- 2025년 6월 16일 제로베이스원 - 러닝메이트 OST Special Track
- 2025년 6월 24일 제로베이스원 - 견우와 선녀 OST Part.1
- 2025년 7월 2일 하현상 - [Digital Single] 장마
- 2025년 7월 7일 조유리 - [Digital Single] 개와 고양이의 시간
- 2025년 7월 14일 조유리 - Episode 25
- 2025년 7월 15일 임슬옹 - Rainbow Light
- 2025년 7월 23일 제로베이스원 - [Digital Single] SLAM DUNK[45]
- 2025년 8월 5일 최정은 - 첫, 사랑을 위하여 OST Part.1
- 2025년 8월 19일 Kep1er - BUBBLE GUM
- 2025년 9월 1일 제로베이스원 - NEVER SAY NEVER